# Enfrentamiento en Beeri y Ofakim
El enfrentamiento en Beeri y Ofakim fue un enfrentamiento que tuvo lugar entre Hamás e Israel, en el kibutz Beeri y en la ciudad de Ofakim, en Israel.Hamás capturó a Beeri y Ofakim el 7 de octubre de 2023, durante la Operación Inundación de Al-Aqsa (en idioma árabe: عملية طوفان الأقصى), la cual fue el inicio de la conflicto israelí-palestino de 2023.Los milicianos tomaron rehenes en ambas ciudades, lo que derivó en un enfrentamiento entre las Fuerzas de Defensa de Israel y las Brigadas de al-Qassam.

## Enfrentamiento
Hamás entró en Be'eri el 7 de octubre tras traspasar las defensas fronterizas israelíes alrededor de la Franja de Gaza. Después de capturar completamente la aldea, los militantes de Hamás fueron de casa en casa, tratando de irrumpir y capturar a los lugareños. También dispararon contra edificios y les prendieron fuego, matando a por lo menos 97 lugareños. Los combatientes de Hamás estuvieron acompañados por un equipo de cámaras y un periodista que documentaron el ataque y lo ensalzaron como una victoria palestina. En total, los militantes de Hamás tomaron como rehenes a hasta cincuenta personas en un comedor en Be'eri, y trasladaron a otros a la Franja de Gaza.
Cuando las fuerzas de seguridad israelíes contraatacaron, se vieron obligadas a mantener un enfrentamiento para evitar la muerte de los rehenes. Aproximadamente 18 horas después de que comenzara el enfrentamiento, los canales de televisión israelíes informaron que los rehenes mantenidos en el comedor de Be'eri habían sido liberados. Un tanque israelí disparó contra una casa en la que un grupo de milicianos de Hamás mantenía secuestrados a catorce rehenes, de los que solo dos salieron vivos. Sin embargo, las fuerzas de seguridad continuaron barriendo la aldea en busca de reductos de Hamás.
Cerca de Ofakim, policías dirigidos por el superintendente jefe Jayar Davidov se enfrentaron a militantes palestinos en un tiroteo; Davidov y tres de sus hombres murieron. En la ciudad de Urim, un suburbio de Ofakim, dos israelíes fueron rescatados por las Fuerzas de Defensa de Israel. Durante el rescate, cuatro militantes de Hamás murieron y tres soldados de las Fuerzas de Defensa de Israel resultaron heridos.